# شیخ بهایی
بهاءالدین محمد بن عزالدین حسین بن عبدالصمد بن شمس الدین محمد بن حسن بن عاملی جبعی (۱۸ فوریه ۱۵۴۷ در بعلبک، لبنان – ۱ سپتامبر ۱۶۲۱ در اصفهان) معروف به شیخ بهایی، همه‌چیزدان، حکیم، علامهٔ فقیه، معمار، عارف، اخترشناس، ریاضی‌دان، شاعر، ادیب، تاریخ‌نگار و دانشمند شیعهٔ ایرانی عرب‌تبار از بعلبک در لبنان کنونی قرون دهم و یازدهم هجری بود که در دانش‌های فلسفه، منطق، هیئت و ریاضیات دانایی داشت، در حدود ۹۶ کتاب و رساله از او در سیاست، حدیث، ریاضی، اخلاق، نجوم، عرفان، فقه، مهندسی، هنر و فیزیک بر جای مانده است.
به پاس خدمات او به علم ستاره‌شناسی، یونسکو سال ۲۰۰۹ که مصادف با سال نجوم می‌بوده نام شیخ بهایی را در لیست مفاخر ایران و لبنان ثبت کرد. او طومار شیخ بهایی را تدوین کرده است. بهائی یکی از نخستین اخترشناسانی در جهان اسلام بود که امکان حرکت زمین را پیش از انتشار نظریه کوپرنیک مطرح کرد. از او ۱۲۳ رساله و مقاله و کتاب به‌جامانده است. او همچنین بنیان‌گذار حلواشکری، تنور نان سنگک و فرنی بوده است.

## تولّد و خانواده
وی از نوادگان حارث همدانی یکی از یاران علی ابن ابی طالب است که در بعلبک متولد شد. دوران کودکی را در جبل عامل، از نواحی شام، در روستایی به نام «جبع» یا «جباع» زیست. او از نوادگان «حارث بن عبدالله اعور همدانی» بوده است (از شخصیت‌های برجسته صدر اسلام و از یاران علی بن ابی طالب، متوفی به سال ۶۴ خورشیدی). خاندان او از خانواده‌های معروف جبل عامل در سده‌های دهم و یازدهم خورشیدی بوده‌اند. پدر او از شاگردان برجسته شهید ثانی بوده است.

### تاریخِ تولّد و مرگ
تاریخ تولد و مرگ بهائی بر روی سنگ قبر و کاشی‌کاری‌های دیوار اتاق مقبره، اندکی متفاوت است:
تاریخِ تولّد:
کتیبه کاشیکاری دیوار: ۲۶ ذیحجه ۹۵۳ هجری قمری (برابر با پنجشنبه ۸ اسفند ۹۲۵ خورشیدی، و ۲۷ فوریه ۱۵۴۷)
کتیبه سنگ قبر: غروب پنجشنبه محرم‌الحرام ۹۵۳ هجری قمری (برابر با فروردین ۹۲۵ خورشیدی، و مارس ۱۵۴۶)
تاریخِ مرگ:
کتیبه کاشیکاری دیوار: ۱۲ شوال ۱۰۳۰ هجری قمری (برابر با ۸ شهریور ۱۰۰۰ خورشیدی، و ۳۰ اوت ۱۶۲۱)
کتیبه سنگ قبر: شوال ۱۰۳۱ هجری قمری (برابر با مرداد یا شهریور ۱۰۰۱، و اوت ۱۶۲۲)
کتیبه دیوار در سال ۱۳۲۴ خورشیدی در زمان استانداری علی منصور ساخته شد و حاوی تاریخ روز، ماه و سال است، در حالی که کتیبه سنگ قبر فقط حاوی تاریخ ماه و سال است. به نظر می‌رسد که در هنگام بازسازی اتاق، تحقیقاتی دربارهٔ تاریخ تولد و مرگ انجام شده باشد و به این خاطر تاریخ روز به کتیبه کاشیکاری اضافه شده است. در این صورت به نظر می‌رسد که تاریخ‌های کتیبه دیوار دقیق‌تر باشند.

## مهاجرت به ایران
بنا به نسخه‌ای به خط بهاءالدین عاملی که در سال ۹۹۵ قمری در قزوین نوشته شده است، وی هنگام ورود به ایران سیزده ساله بود. پدرش عزالدین حسین عاملی به خاطر اذیت شیعیان آن منطقه توسط دولت عثمانی از یک سو و دعوت شاه تهماسب صفوی برای حضور در ایران، به سوی ایران رهسپار گردید و چون به قزوین رسیدند و آن شهر را مرکز دانشمندان بزرگ ایرانی یافتند، در آن سکنی گزیدند و بهاءالدین به شاگردی پدر و دیگر دانشمندان آن عصر مشغول شد. وقتی او ۱۷ ساله بود (۹۷۰ ق)، پدرش به شیخ‌الاسلامی اصفهان به توصیه علی منشار عاملی از سوی شاه طهماسب منصوب شد. ۱۴ سال بعد، در ۹۸۴ قمری، پدر بهاءالدین محمد برای زیارت خانه خدا از ایران خارج شد اما در بحرین درگذشت. شیخ بهایی در قزوین فارسی آموخته و به مدت سی سال در آن شهر پرورش یافته و پرورش داد.
شخصیت علمی و ادبی و اخلاق و پارسای او باعث شد تا از ۴۳ سالگی شیخ‌الاسلام اصفهان شود و در پی انتقال پایتخت از قزوین به اصفهان (در ۱۰۰۶ قمری)، از ۵۳ سالگی تا آخر عمر (۷۵ سالگی) منصب شیخ‌الاسلامی پایتخت صفوی را در دربار مقتدرترین شاه صفوی، شاه عباس بزرگ بر عهده داشته باشد. بهائی در فاصلهٔ سال‌های ۹۹۴ تا ۱۰۰۸ قمری سفرهایی چند به خارج از قلمروی صفویه داشت. این سفرها برای زیارت، سیاحت، دانش‌اندوزی و همچنین به گفته برخی مورخان به سفارت سیاسی بوده است. مکه، مصر و شام از جمله مقاصد این سفرها بوده‌اند. نقل شده که آن جناب شش ماه پیش از وفات خود به مزارستان گذشت و از قبر بابا رکن الدین صدایی شنید، بهاءالدین عاملی از اصحاب خویش که با وی بودند پرسید که شما شنیدید این صدایی که من شنیدم گفتند نشنیدیم پس وی بعد از آن پیوسته مشغول گریه تضرع و مناجات بود و توجه به آخرت داشت تا وفات یافت. از بعضی نقل شده صدایی که او شنید این بود: «شیخنا به فکر خود باش»

### مرگ
وی در سال ۱۰۰۰ خورشیدی در اصفهان درگذشت و بنابر وصیت خودش پیکر او را به مشهد بردند و در کنار آرامگاه علی‌بن موسی‌الرضا جنب موزه آستان قدس به خاک سپردند. امروزه آرامگاه وی بین مسجد گوهرشاد و صحن آزادی در رواقی که به یاد او نامگذاری شده قرار دارد.

## شخصیت علمی

### استادان
نام برخی از استادان بهاءالدین محمد از این قرار است:
1. فقه و اصول، تفسیر، حدیث و ادبیات عرب را نزد پدرش شیخ عزالدین حسین عاملی.
2. منطق و کلام و معانی و بیان و ادبیات عرب را نزد نجم ابن شهاب، معروف به عبدالله بهابادی، مؤلف مشهور «حاشیه بر تهذیب منطق» معروف به «حاشیه ملا عبدالله».
3. ریاضی، کلام و فلسفه را از مولانا افضل قاینی مدرس سرکار فیض کاشانی فرا گرفت.
4. طب را از حکیم عماد الدین محمود، طبیب ویژه شاه طهماسب و مشهورترین پزشک ایران در آن دوره آموخت.
5. صحیح بخاری را نزد ابی الطیف مقدسی فرا گرفت.[۱۳]
6. همچنین نقل است نزد ملا محمد باقر یزدی مؤلف کتاب مطالع الانوار که از ریاضی‌دانان عصر خود بوده نیز درس خوانده است.

### شاگردان
تعداد کثیری از نامی قرن یازدهم نزد وی تحصیل کرده‌اند. یکی از محققان معاصر ۳۳ تن از شاگردان او را نام برده است که در این‌جا به مشهورترین آن‌ها اشاره می‌کنیم:
1. صدرالدین محمد بن ابراهیم شیرازی، معروف به ملاصدرا، فیلسوف بنیان‌گذار حکمت متعالیه، متوفی به سال ۱۰۵۰ ق.
2. ملا محسن فیض کاشانی، متوفی ۱۰۹۱ ق.
3. سید رفیع‌الدین محمد حسینی طباطبایی نائینی، متوفی ۱۰۹۹ ق.
4. مراد تفرشی
5. محمدتقی مجلسی، معروف به مجلسی اول، متوفی ۱۰۷۰ ق.
6. محمدباقر سبزواری، معروف به محقق سبزواری، شیخ‌الاسلام اصفهان، وفات ۱۰۹۰ ق.
7. نظام‌الدین احمد گیلانی

## آثار و تالیفات
بهاءالدین عاملی در علومی که در آن زمان مرسوم بود، به ویژه در اخبار و احادیث، تفسیر، اصول فقه و ریاضیات دارای تألیفات بسیار است. تألیفات شیخ بر اساس پژوهش یکی از محققان بالغ بر ۹۵ کتاب و رساله است. برخی از نویسندگان نیز آثار او را ۱۲۰ عنوان ذکر کرده‌اند.
در این‌جا برخی از آثار علمی بهاءالدین محمد را بررسی می‌کنیم:

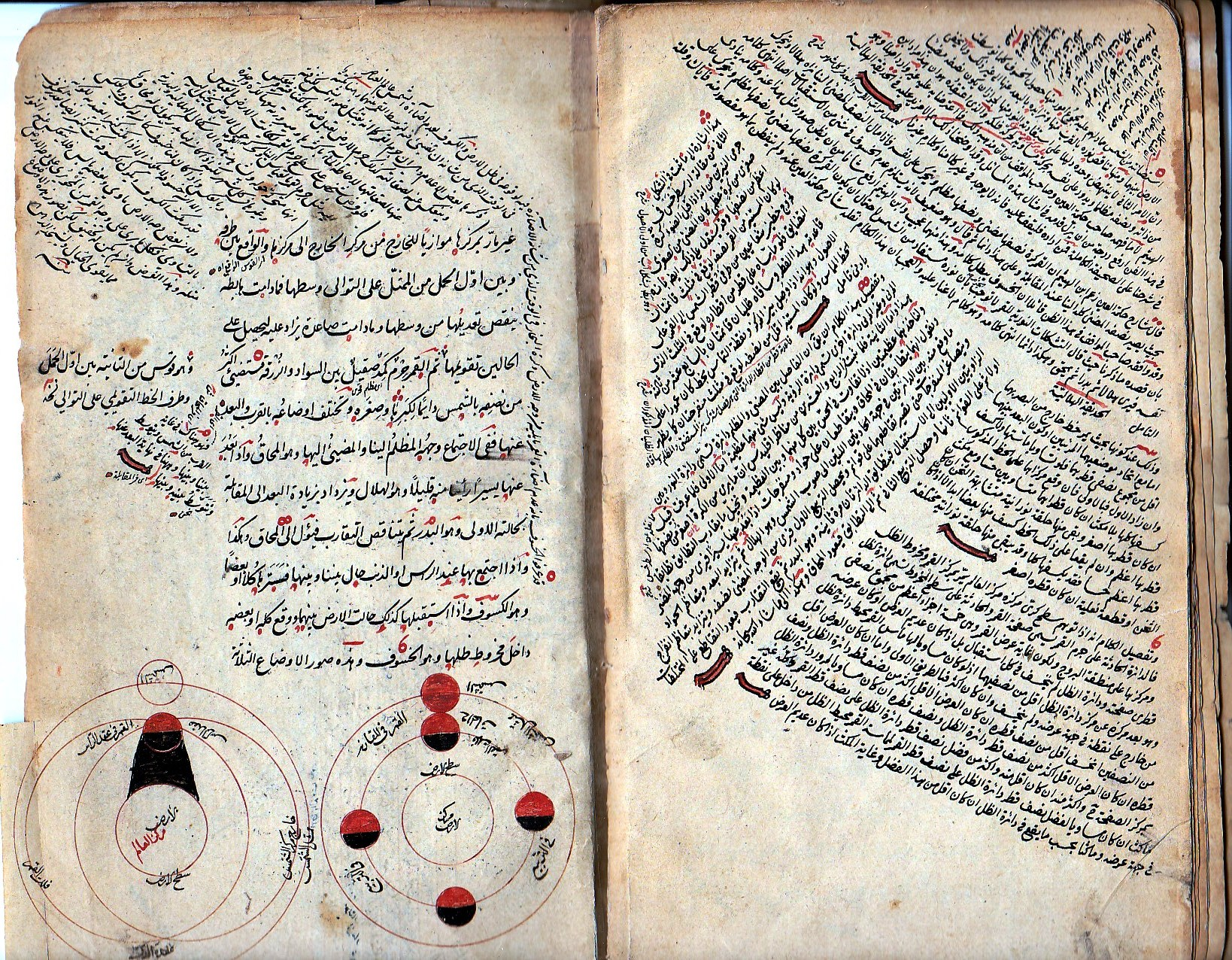
صفحه ای از کتاب تشریح الافلاک شیخ بهایی

### جامع عباسی
از نخستین و معروفترین رساله‌های عملیه در فقه بوده و به زبان فارسی است که این خود ابتکاری نو در نگارش متون فقهی به‌شمار می‌رفت تا آن‌جا که برخی از صاحب نظران از آن به عنوان اولین دوره فقه فارسی غیر استدلالی که به صورت رسالهٔ عملیه نوشته شده است یاد می‌کنند، این کتاب از یک مقدمه و بیست باب (از طهارت تا دیات) تشکیل شده است.

### الزبده فی الاصول
مهم‌ترین اثر بهائی است که در اصول فقه است. تاریخ نگارش آن یعنی سال ۱۰۱۸ هـ. ق و به قولی در سال ۱۰۰۵ هـ. ق، حکایت از اهمیت آن است، زیرا اوایل قرن یازدهم، عصر سیطره اخباریان در حوزه فقه و اصول شیعی بوده است.

### اربعین
تألیف اربعین (چهل حدیث) از سوی محدثان و عالمان شیعی بر اساس حدیث معروفی است که از پیامبر اسلام نقل شده است. بهاءالدین عاملی نیز به پیروی از این سنت معمول، به تألیف اربعین حدیث پرداخت، با این امتیاز که شرح کافی و جامع دربارهٔ احادیث یاد شده دارد و در مجموع، از بهترین و معروف‌ترین اربعین‌ها می‌باشد. این اثر بعد از مثنوی سوانح حجاز، تنها اثری است که او در آن به مباحث سیاسی پرداخته است، مؤلف در شرح حدیث پانزدهم (که دربارهٔ حرمت اعانت ظالمان و گرایش قلبی به آن‌ها وارد شده است) به تفصیل دیدگاه‌های خود را مطرح کرده است. وی دربارهٔ این موضوع به‌طور صریح و شفاف سخن گفته است، از این رو می‌توان دیدگاه و عقیده باطنی او در مورد رفتار با حاکم جور، و نیز علل و عوامل همکاری علما با شاهان صفوی را به دست آورد، همچنین وی در این اثر به بحث از امر به معروف و نهی از منکر، شرایط و مراحل آن پرداخته است.

### مثنوی سوانح الحجاز(نان و حلوا)
این کتاب آمیخته‌ای از مواعظ، طنز، حکایت، تمثیل و لطایف عرفانی و معارف برین بشری است. با زبانی روان و دلنشین. نان و حلوا ترسیمی است از ریاکاری، تلبیس و غرور به مال و منال و عنوان و منصب دنیایی. بهایی در یکی از بخش‌های این مثنوی به دوری از سلاطین که خود آن را از نزدیک تجربه کرده بود اشاره می‌کند، چرا که قرب شاهان غارت دل و دین را در پی دارد. در مجموع، مثنوی نان و حلوا از جمله آثار بهائی است که در تبیین دیدگاه و اندیشه سیاسی او می‌توان بدان استناد کرد.

### کشکول
نامدارترین اثر بهاءالدین عاملی، الکشکول، معروف به کشکول شیخ بهایی است که مجموعه گرانسنگی از علوم و معارف مختلف و آینه معلومات و مشرب او محسوب می‌شود.
این کتاب به‌صورت جُنگی آزاد، شامل شعرها و نثرهای مورد علاقه بهایی است که برخی از خود وی و برخی نیز گردآوری او از دیوان‌ها و کتاب‌های مورد علاقه‌اش بوده‌اند. این مطالب اغلب بی‌هیچ نظم خاصی به دنبال هم آمده‌اند؛ ولی بیش از سایر تألیفاتش خواننده را به ضمیر فکری او نزدیک می‌کند.

### صمدیه
تست

### مشرق الشمسین و اکسیر السعادتین
ارایه فقه استدلالی شیعه بر مبنای قرآن، آیات الاحکام و حدیث است.

### حبل المتین فی اِحکام احکام الدّین
در زمینه فقه

### الاثنا عشریه
در پنج باب طهارت، نماز، زکات، خمس، روزه و حج است.

### زبده الاصول
شامل بیش از چهل شرح و حاشیه و نظم

### الاربعون حدیثاً
معروف به اربعین بهائی

### مفتاح الفلاح
این کتاب را آقابزرگ تهرانی، مفتاح الفلاح فی الأعمال و الأدعیة اللابدیة فی الیوم و اللیلة نامیده است. این کتاب دارای شش باب (فصل) است که نویسنده در هر فصل (ساعتی از شبانه روز) اعمال مخصوصی را در نظر گرفته است.
نگارنده کتاب خود را به درخواست جماعتی نوشته تا یک مسلمان بتواند در یک شبانه روز، تمام اعمال خود را بر طبق آن انجام دهد و لذا نمازهای واجب و مستحب، وضو، طهارت و غیره را نیز در کتاب خود ذکر کرده است. بهاءالدین عاملی در انتهای کتاب تفسیر سوره حمد را آورده است.

### حدائق الصالحین
(ناتمام)، شرحی است بر صحیفه سجادیه

### حدیقة هلالیه
شامل تحقیقات و فواید نجومی ارزنده

### التّحضیر
کتابی است درزمینهٔ احضار جن و بسیار کمیاب است که چند نسخهٔ باقی‌ماندهٔ آن درکتابخانهٔ آستان قدس رضوی نگهداری می‌شود که
بیشتر روش‌های احضار جن که دراین کتاب آورده شده است به‌وسیلهٔ صفحهٔ شطرنج انجام می‌گیرد که طبق چه مراحلی صورت می‌گیرد.

## شخصیت ادبی
بهاءالدین عاملی آثار برجسته‌ای به نثر و نظم پدیدآورده است که به برخی به فارسی و بیشتر آنها به عربی است. اشعار فارسی او عمدتاً شامل مثنویات، غزلیات و رباعیات است. وی در غزل به شیوه فخرالدین عراقی و حافظ، در رباعی با نظر به ابوسعید ابوالخیر و خواجه عبدالله انصاری و در مثنوی به شیوه مولوی شعر سروده است. ویژگی مشترک اشعار وی میل شدید به زهد و تصوّف و عرفان است. بهترین منبع برای گردآوری اشعار او، کشکول است تا جایی که به عقیده برخی محققان، انتساب اشعاری که در کشکول نیامده است به وی ثابت نیست. از مثنویات معروف او در زبان فارسی می‌توان این‌ها نام برد:
- نان و حلوا یا سوانح سفر الحجاز (بر وزن مثنوی مولوی) در این اثر ابیاتی از مثنوی را نیز تضمین کرده است.
- نان و پنیر (بر وزن مثنوی مولوی) نزدیکترین مثنوی بهاءالدین عاملی به مثنوی مولوی از نظر محتوا و زبان.
- شیر و شکر (اولین منظومه فارسی در بحر خَبَب یا مُتدارک). شیر و شکر بسیار جذاب است و با وجود مختصر بودن (۱۶۱ بیت در کلیات چاپ نفیسی و ۱۴۱ بیت در کشکول) سرشار از معارف و مواعظ حکمی با لحنی حماسی است.[۲۳]
- مثنوی‌هایی مانند نان و خرما، شیخ ابوالپشم و رموز اسم اعظم را نیز منسوب بدو دانسته‌اند[۲۴]

از نثر فارسی او تنها نمونه‌ای که در دیوان‌های چاپی آمده است رساله پند اهل دانش و هوش به زبان گربه و موش است.
بهائی در عربی نیز شاعر و زبان دانی چیره‌دست است و آثار نحوی و بدیع او در ادبیات عربی جایگاه ویژه‌ای دارد که مهم‌ترین و دقیقترین آن‌ها اثر او در نحو به نام الفوائد الصمدیه است.
- غزل: معروفترین آن موسوم به وسیلة الفوز و الامان فی مدح صاحب الزمان علیه السلام در ۶۳ بیت است که هرگونه جای تردید و شبهه‌ای را در دوازده‌امامی بودن وی مردود می‌سازد.
- ارجوزه سرایی: دو نمونه بی بدیل (هراتیة یا الزّهرة)[۲۵] و نیز (ریاض الارواح)[۲۶]
- دوبیتی: دوبیتی‌های عربی بهائی بیشتر در اظهار شوق نسبت به زیارت روضه چهارده معصوم است.

بخش مهمی از اشعار عربی وی لُغَز و معمّاست که بیانگر تسلط او بر این حیطه است. توانایی او در ایجاز و بیان معماگونه مطالب در آثاری چون رسائل پنجگانه اثنی عشرّیه، خلاصة الحساب، فوائد الصمّدیه، تهذیب البیان، الوجیزه فی الدرایه و همچنین تبحر او در صنعت لُغَز و تعمیه در آثاری چون لغزالزبده، لغزالنحو، لغزالکشّاف، لغزالصمدیه، لغزالکافیه و فائده مشهود است.

## شخصیت سیاسی
محمد بن حسین عاملی (شیخ بهایی) در مدت ۷۵ سال عمر خود با چهار تن از سلاطین صفوی معاصر بوده است، ولی عمده فعالیت سیاسی او در دورهٔ دو پادشاه آخر گذشته است.
1. شاه طهماسب (۹۰۲–۹۵۴ خورشیدی) (از۹۶۶ (سال هجرت) تا ۹۸۴ق به مدت ۱۸ سال)
2. شاه اسماعیل دوم (۹۸۴-۹۸۵ق) (به مدت یک سال و اندی)
3. سلطان محمد خدابنده (۹۸۵-۹۹۵ق) (به مدت ۱۰ سال)
4. شاه عباس بزرگ (۹۹۵-۱۰۳۸ق) (تا ۱۰۳۱ق (سال رحلت) به مدت ۳۵ سال)

او در سال ۹۶۶ق درحالی‌که سیزده سال داشت به همراه پدر (از شاگردان مطرح شهید ثانی) از جبل عامل به سمت ایران مهاجرت کرد.
دلیل این مهاجرت از یکسو افزایش تهدیدات حاکمان عثمانی نسبت به شیعیان جبل عامل و از سوی دیگر احترام فراوان حاکمان آن زمان ایران (پادشاهان صفوی) به عالمان دینی بود. حاکمان صفوی با این کار ضمن ترویج دین و کمک به اقتدار سیاسی ایران به تحکیم سلطنت خود نیز کمک می‌کردند. عالمان شیعی نیز در این بستر مناسب ضمن ترویج مذهب تشیع اثنی عشری، از گسترش صوفیگری در جامعه آن زمان جلوگیری می‌نمودند.
پس از سه سال اقامت در اصفهان، پدر با توجه به پیشینهٔ علمی و فقهی وبا توصیه علی منشار (شیخ‌الاسلام اصفهان)، از سوی شاه طهماسب به سمت شیخ الاسلامی قزوین (پایتخت) منصوب شد.
شیخ‌الاسلام مهم‌ترین منصب روحانیت در آن دوره بوده* و وظیفهٔ آن رفع ظلم از مظلومان، امر به معروف و نهی از منکر و تحقیق و بیان احکام شریعت برای مردم بود. 
شش سال بعد عنوان شیخ الاسلامی پایتخت از او گرفته شد و شیخ‌الاسلامی مشهد و سپس هرات به او واگذار شد. نویسنده کتاب الهجرة العاملیة این اقدام شاه طهماسب را مصداق نفی بلد و تبعید سیاسی دانسته و دلیل آن را تلاش وی در احیا و اقامه نماز جمعه (که اقامه آن در عصر غیبت مورد اختلاف علما بود) در پایتخت صفویه می‌داند. چرا که باعث شد دولتمردان صفوی احساس خطر کنند و او را مانند محقق کرکی مانع بزرگی در برابر خواسته‌های خود بدانند. سرانجام پدر در سال (۹۸۳ق) ایران را به قصد زیارت حج ترک کرد و بعد از انجام مناسک حج به بحرین رفت، در آن‌جا اقامت گزید و یک سال بعد وفات یافت.

مدت چهارده سال در پایتخت و در کنار پدر در مشهد و هرات بودن، بهاءالدین عاملی را با منصب و وظایف شیخ‌الاسلامی آشنا ساخت و آماده پذیرش این منصب بعد از پدر نمود. شواهدی است که نشان می‌دهد سمت شیخ‌الاسلامی هرات بعد از فوت پدر به پسر (شیخ بهایی) رسیده است، میرحسین بن حیدر کرکی (شاگرد بهاءالدین عاملی) در روضات الجنات نقلی دارد که برداشت از آن این است که بهاءالدین عاملی بعد از پدر، شیخ‌الاسلام هرات شده*، که اگر این برداشت صحیح باشد سال وفات پدر (۹۸۴ق) و سال بعداز آن که سال‌های آشوب و هرج و مرج در دربار بوده نمی‌تواند تاریخ اخذ این سمت باشد و احتمال دارد که او بعد از این تاریخ به این سمت منصوب شده باشد؛
مؤلف الهجرة العاملیة در این مورد نیز معتقد است بهاءالدین عاملی مانند پدر از مرکز سیاسی و قدرت (پایتخت) دور نگه‌داشته می‌شد.
البته تأییدی بر منصب شیخ‌الاسلامی هرات در کتاب خیرالبیان وجود ندارد؛ آنچه در مورد این دوره از زندگی بهاءالدین (جوانی) در خیرالبیان عنوان شده و قابل توجه است این است که او در عنفوان جوانی سفری طولانی مدت به بلاد اسلامی انجام داده و با توجه به اینکه در کتاب سلافة العصر مدت سفرهای وی را ۳۰ سال عنوان کرده. و با در نظر گرفتن اینکه آخرین سفر وی در سال ۱۰۱۵ق بوده می‌توان احتمال داد که این سفر می‌تواند در همین سال‌ها باشد؛ یعنی ۹۹۴ یا ۹۹۶ که در آن موقع وی ۳۰ تا ۳۲ سال داشته است.

### بهاءالدین عاملی و شاه عباس اول
عمده فعالیت‌های سیاسی بهاءالدین عاملی در عهد شاه عباس بزرگ صورت گرفت. شاه عباس بزرگ‌ترین پادشاه سلسله صفوی ضمن آنکه ایران را به اقتدار گذشته‌اش بازگرداند، زمینهٔ رشد و شکوفایی خارق‌العادهٔ فرهنگ، هنر و معارف دینی را نیز فراهم کرد. شاه عباس احترام زیادی برای علمای دین قایل می‌شد و در بیشتر امور از ایشان مشورت می‌جست، از جمله شواهد این امر انتخاب خلیفه سلطان، شاگرد میرداماد و شیخ بهایی به وزارت خود بود. ضمن اینکه حضور این دو عالم مطرح در دربار شکوه خاصی به سلطنت این پادشاه بخشیده بود. بهاءالدین عاملی در سال ۹۹۶ق دو سال و اندی بعد از رحلت علی منشار عاملی (شیخ‌الاسلام اصفهان)(۹۹۳)، به دستور شاه عباس یکم به شیخ‌الاسلامی اصفهان منصوب شد و در سال ۱۰۰۶ ق با تغییر مکان پایتخت از قزوین به اصفهان این سمت به شیخ‌الاسلامی کشور تغییر و ارتقاء یافت. بهاءالدین عاملی تا زمان وفاتش در این منصب بود.
در عالم‌آرای عباسی آمده که بهاءالدین عاملی پس از مدتی از سمت شیخ‌الاسلامی اصفهان به دلیل ملالت خاطر و دلزدگی از مناصب دنیایی ارادهٔ سفر بلاد اسلامی کرد که تاریخ این رخداد می‌تواند بین سالهای ۹۹۶ تا ۱۰۰۸ق. باشد، یعنی سالی که شاه عباس پیاده به زیارت علی بن موسی الرضا رفت و بهاءالدین عاملی نیز همراه او بود. اما در منابع دیگر دلیل سفر او به بلاد اسلامی اختلاف آرا و دیدگاه‌های علمی او با مکتب‌های فلسفی موجود در حوزه اصفهان (یعنی «توغل میرداماد و اصحاب او در علوم عقلی و رواج آن») می‌دانند.
به اعتقاد عده‌ای بهاءالدین عاملی در یکی از سفرهای خارجی خود به کشور عثمانی، سفارت شاه صفوی را بر عهده داشته و حامل پیامی از طرف شاه عباس اول به سلطان مراد حاکم عثمانی بوده است.

## خدمات علمی و عمرانی
مهارت وی در ریاضی و معماری و مهندسی معروف بوده و از مهم‌ترین خدمات بهاءالدین عاملی در رونق بخشیدن به شهر اصفهان تعیین سمت قبله مسجد شاه اصفهان است. این قبله‌یابی که با استفاده از ابزارهای آن زمان صورت پذیرفته هفت درجه با جهت واقعی قبله اختلاف دارد.
تقسیم آب زاینده رود به محلات اصفهان و روستاهای مجاور رودخانه، ساخت گلخن گرمابه‌ای است که هنوز در اصفهان مانده معروف به حمام شیخ بهایی و طراحی منار جنبان اصفهان که هم‌اکنون نیز پا برجاست به او نسبت داده می‌شود.همچنین در دوره‌ی صفوی شهر نجف‌آباد با طرح شیخ بهایی و به پیشنهاد او به عنوان یک شهر جدید احداث شده است‌.
برخی از ابداعات شیخ بهایی عبارتند از:
- ۱- تقسیم آب زاینده‌رود

نخستین کار جالب او تقسیم صحیح و طریقه‌ی مهندسی آب زاینده‌رود به محله‌ها و باغات شهر اصفهان بود‌. او با محاسبه‌ی دقیق و به دست آوردن آمار بارندگی مناطق مختلف اصفهان‌، حومه و کوهستان‌های اطراف و همچنین سرچشمه‌ی زاینده‌رود‌، طرح دقیق نهرها و شیب و عرض جویبارها و سهم استفاده‌ی آب هر باغ و محله و منزل‌، به اختلاف چندین ساله‌ی مردم این منطقه پایان داد‌.شیخ بهایی طرز تقسیم‌بندی جریان آب زاینده‌رود را با توجه به محاسبات خیلی دقیق به ۳۳ سهم تقسیم نمود که هر سهم معادل ۵ شبانه‌روز قسمتی از آب رودخانه است که باید آب موجود در رودخانه به هر محله سرازیر شود که امروزه با نصب دستگاه‌های مختلف آب‌سنج‌ها‌، در نقاط زاینده‌رود به همان نتیجه رسیده‌اند که او در ۴۲۰ سال قبل رسیده بود‌.
- ۲- ساخت مسجد چهارباغ روی لجنزار

کار مهم دیگر شیخ بهایی بنای مسجد مشهور چهارباغ است که چون در مسیر یکی از کانال‌های آب زاینده‌رود قرار داشت و امکان نداشت که روی آن همه لجن و آب‌، ساختمان عظیم و سنگی ساخته شود و ساختمان‌، با خطر ریزش مواجه می‌شد‌، شیخ بهایی دست به ابتکار جالبی زد‌. شیخ برای انجام این کار پیشنهاد کرد که ابتدا‌، مقدار زیادی زغال چوب به ضخامت 2 متر در سرتاسر پی ساختمان پخش کنند و پس از کوبیدن زغال در کف پی‌ها روی آن را با ساروج و شفته پر کرده و پی‌های ساختمان را روی ساروج و شفته‌، قرار دهند‌.
از آن‌جا که هر چه ملات‌، بیش‌تر پا بخورد‌، چسبندگی گل بهتر شده و خوب عمل می‌آید از این لحاظ به دستور شیخ بهایی ابتکاری برای هر چه بیش‌تر پا زدن گل‌ها به کار برده شد که ملات بنای مسجد هر روز زیر پای مردم و کودکان اهل اصفهان بلاوقفه پا بخورد و با هم مخلوط شود‌.
ابتکار شیخ بهایی این بود که دستور داد هر روز صبح چند سکه طلا را در خاک ملات‌ها بریزند و سپس گل درست کنند و به مردم اطلاع دهند که بیایند و سکه‌ها را برای خود بیابند‌. مردم‌، گروه گروه گل ملات‌ها را از صبح لگدمال کرده و تا غروب‌، تعدادی سکه برای خود پیدا می‌کردند و با این روش گل ملات‌ها کاملاً عمل می‌آمد‌؛ یعنی همین کاری که امروزه هم برای گل خاک رس کاشی‌سازی با ماشین‌های مکانیکی مخلوط‌کن انجام می‌گیرد‌ (البته امروزه‌، این بنا به مدرسه‌ی چهارباغ‌، مشهور است)‌.
روش ساخت گل مخصوص شیخ بهایی برای بنای ساختمان‌های عظیم روی مرداب‌ها و لجنزارها‌، بعدها مورد توجه اروپاییان قرار گرفت و آن‌ها هم برای ساختن ساختمان‌های خود از این روش جالب استفاده ‌کردند و ساختمان‌های عظیم خود را با این روش ساختند و هنوز هم در بعضی از نقاط به همین روش عمل می‌کنند‌.
- ۳- گرمابه‌ی شیخ بهایی

ماجرای این حمام و گرم نگه داشتن آب آن‌، با یک شمع‌، به رازی حل‌نشدنی در تاریخ تبدیل شده بود که با کنکاش‌های پی در پی بالأخره راز این حمام 300 ساله کشف شد‌.
شیخ بهایی با استفاده از طلا که رسانایی بالا و در انتقال گرما نقش مؤثری دارد‌، منبع این حمام را ساخت و به دلیل استفاده از طلا و جلوگیری از سرقت آن‌، راز ساخت آن را پنهان نگه داشت‌. یکی دیگر از کارهای شیخ بهایی ساختن گرمابه‌ای است که به احتمال نزدیک به یقین از روی ایده‌ی شمع خودکار احمدبن موسی بن شاکر خراسانی ساخته شده است‌.
تأمین مایع سوخت‌، در زمان شیخ بهایی با یک لوله‌ی زیرزمینی به عصار خانه‌ی جنب حمام وصل شده بود و با تولید روغن‌های کرچک‌، کنجد و روغن‌های سوختی دیگر که در محل مذکور روغن‌کشی می‌شده‌، تأمین می‌گردید‌.
روی شمع مذکور ظرف لگن مسی بوده که حجم آبی را برابر با 3 و یا 4 سطل گنجایش داشته و مرتباً در شبانه‌روز گرم بوده و آب آن برای کسانی که از شستشو فراغت یافته و سربینه‌ی حمام قسمت خروجی نزدیک در کار گذاشته و جاسازی کرده بودند‌. دستگاه مذکور را حدوداً اواخر حکومت زندیه از زیر زمین بیرون آوردند و به خارج از ایران منتقل کردند‌. تقریباً کار این دستگاه شبیه آبگرمکن‌های گازیِ دیواری است که آب را سریع گرم می‌کند‌.
بنا به روایتی بهاءالدین عاملی را احتمالاً بنیان‌گذار تهیه نان سنگک، حلواشکری و فرنی می‌دانند.
این گمان در مورد نان سنگک نمی‌تواند درست باشد، چرا که برهان قاطع که در سال ۱۰۶۲ هـ. ق نگارش شده‌، دربارهٔ معنی واژهٔ سنگک نوشته است: «نوعی از نان هست که روی سنگ ریزه‌های گرم بپزند.». همچنین در دیوان شرف جهان قزوینی، شاعر روزگار شاه طهماسب صفوی، در خلال هجو قاضی شهر و ذکر پرخواری او، از نان سنگک یاد شده‌است و این، داستان ابداع نان سنگک در زمان شاه عباس و به اندیشه شیخ بهایی را باطل می‌کند.
با این‌حال
در تقویم سالنمایی که توسط کمیته نانوایان تهران که در ۱۹ اردیبهشت سال ۱۳۲۶ شمسی در تهران چاپ شده در رابطه با تاریخچه و چگونگی پیدایش نانوایی و نان سنگک این‌گونه آمده است:
"شاه عباس برای رفاه حال طبقات تهی دست و لشگریان خود که غالباً در سفر احتیاج به نان و خورش موقت و فوری داشتند و لازم بود به هر شهری می‌رسند نانواهایی باشند که بتوانند به قدر مصرف سربازان نان تهیه نمایند و غذایی باشد که خورش نان قرار دهند، درصدد چاره برآمد. وی حل این مشکل را از "بهاءالدین عاملی" که از اجلّه علما و دانشمندان ایران بود خواست. بهاءالدین با تفکر و تعمق، تنور سنگکی را ابداع نمود. این اختراع که با دقت و هوشیاری طرح و عملی شده است به قدری کامل و دقیق است که پس از گذشت چند صد سال هنوز به همان صورت اولیه مورد استفاده و نانی که از تنور سنگکی به‌دست می‌آید، خوردنی‌ترین نان است.
در اجرای این کار، دستور داده می‌شود که روی توری، مقداری ریگ و سنگ‌ریزه بریزند و در زیر آن، آتش پرحجمی روشن نمایند تا ریگ‌ها کاملاً داغ گردند و آن‌گاه خمیر نان را با دست در روی تخته‌ای پهن کرده و در روی سنگ‌های داغ قرار دهند تا بپزد.

## مذهب
در محافل امامی، بهایی به عنوان یکی از شیعیان دوازده امامی برجسته دوران خود و از تجدیدنظر خواهان قرن یازدهم تا هفدهم در نظر گرفته می‌شود؛ بنابراین برخی از دانشمندان اهل سنت مایل بودند او را یک سنی بدانند. نگرش آنها ظاهراً مبتنی بر سوء تفاهم از رفتار بهایی است: از آنجا که او در سرزمین‌های عثمانی و صفوی متناسب با شرایط، عقاید خود را مطرح می‌کرد. اما بر اساس دانشنامه ایرانیکا شیخ بهایی بدون شک یک شیعه دوازده امامی بود و این از زیارت‌های مکرر ائمه بقیع در سفر حج، شعر او در ستایش از امام دوازدهم، سخنان او در دفاع از بدنام کردن ابوبکر و عمر، و به ویژه تبلیغ او در بین ایرانیان غیرشیعه روشن می‌شود. براساس گزارش دانشنامه ایرانیکا علی‌رغم استدلالات بعدی محققان امامی، شیخ بهایی گرایش‌ها مشخص صوفیانه داشته است. که باعث شد به شدت مورد انتقاد محمدباقر مجلسی قرار بگیرد.
او در رساله وحدت الوجودیه خویش اظهار داشته است: صوفیان مؤمنان واقعی هستند و خواستار ارزیابی بی‌طرفانه از گفته‌های آنها شده و به تجربیات عرفانی خودش اشاره دارد. همچنین شعر فارسی او نیز پر از ادعاهای عرفانی و نمادها است. اما شیخ بهایی همزمان خواستار پیروی دقیق از شریعت به عنوان پیش‌نیاز برای شروع راه طریقت است.
در ادعای دیگر اما شیخ علی اکبر نهاوندی می‌نویسد: روزی شیخ بهائی به یکی از شاگردان خود که تعداد آنها به چهارصد نفر می‌رسید، گفت امشب به منزل ما بیا. آن شخص می‌گوید: من امتثال [فرمان‌برداری] کردم و رفتم. کم‌کم ارکان دولت صفوی آمدند و همه صوفی بودند؛ پس شیخ بهائی کسوت خرقهٔ درویشی پوشیده و سر حلقه اهل ذکر شد و آنها مشغول ذکر شدند. به فاصلهٔ یک ساعت آنها را جذبه گرفت و از دهان آنها کف می‌ریخت و روی زمین افتادند. جز شیخ که در حال عادی باقی ماند. پس شیخ بهائی فرمود: تو را آوردم که ببینی من بیچاره در این زمان مبتلا شده‌ام که شاه و درباریان همه اهل [تصوف هستند]؛ ناچار شدم از این راه وارد شوم شاید کم‌کم آنها را هدایت کنم.
از اینجا معلوم می‌شود که شیخ اهل تصوف نبوده است.
آقا محمدعلی (ملقب به صوفی‌کش) از پدرش وحید بهبهانی نقل می‌کند که ایشان مکرراً اظهار می‌کرده‌اند که شیخ بهاءالدین عاملی (یکی از استادان و مشایخ علامه محمد تقی مجلسی) بخاطر رعایت مصالح (و جو و فضای حاکم در دولت [صفوی]) در ظاهر اظهار موافقت در افعال و اعمال با اهل تصوف می‌کرد، ولکن در حقیقت شدیداً مخالف آنها بود و حتی امر می‌کرد ظروف آنها را با آب بشویند.

## مدفن
مقبره شیخ بهائی در وسط رواق شیخ بهایی در حرم امام رضا در مشهد جای دارد. شیخ بهایی در اصفهان درگذشت و بنا بر وصیت او، جنازه‌اش در پایین پای امام رضا در خانه‌ای که محل تدریس ایشان بود به خاک سپرده شد و الآن رواق شیخ بهایی نام دارد.

## جشنواره بهاءالدین عاملی
از سال ۱۳۸۳ شهرک علمی و تحقیقاتی اصفهان جشنواره‌ای به نام شیخ بهایی برگزار می‌کند. موضوع این جشنواره فن‌آفرینی و کارآفرینی است و برگزارکنندگان آن معتقدند که بهاءالدین عاملی، نمادی از کارآفرینی است.
وی در عصر خود، دانش را به فناوری تبدیل کرد و خدمات ارزشمند علمی، فرهنگی و عمرانی از خود به یادگار گذاشت. به یاد او این جشنواره، شیخ بهایی نامیده شد.

## توضیحات
1. ^  ترتیب مناصب روحانیت در دوره صفوی: صدرخاصه، صدرعامه (یا صدرالممالک) قاضی دارالسلطنه، قاضی عسکر و شیخ‌الاسلام.[۵۸]
2. ^  رجعنا الی هرات الذی کان سابقاً هو و والده فیها شیخ‌الاسلام.[۵۹]
3. ^  تقیه از اصول مسلم مذهب شیعه است و چه بسیار عالمان دینی که برای حفظ دین و گسترش تشیع راه تقیه پیش گرفته‌اند.
4. ^  دفع ضرر از مؤمن یا جلب نفع برای او، از جمله عوامل جواز همکاری با حاکم جائر است که در فقه شیعه بدان تصریح شده است.[۶۰]
5. ^  بهاءالدین عاملی، سرایی عالی داشت که یتیمان و زنان به آن پناه می‌بردند و کودکان نوزاد در آن شیر خوردند و شماری از مردم از آن پناه جستند، وی به مردم بسیار چیز می‌بخشید ولی با آن همه تقرب، میل به پادشاه نداشت و بیش‌تر مایل به تنهایی و جهانگردی بود.[۶۱]
6. ^  در فقه سیاسی شیعه وجوب تحصیل ولایت از طرف حاکم جائر یا هر نوع همکاری با او در صورتی که اقامه امر به معروف و نهی از منکر موقوف به آن باشد واجب است[۶۰]
7. ^  خیرالبیان: شاه آگاه، (شاه عباس) را نسبت به آن (بهاءالدین عاملی) اعتقاد صافی است و در اعزاز و احترام و اکرام او دقیقه‌ای نامرعی نمی‌گذارد، و همواره ملتمسات آن در سده رفیعه شاهی چون دعاهای اجابت قرینش در بارگاه الهی مقبول است.[۶۲]
8. ^  عالم‌آرا: از این زمان خجسته نشان، اعلی شاهی، وجود شریف آن یگانه روزگار را مغتنم دانسته، همیشه از ملتزمان رکاب اقدس و اکثر اوقات در سفر و حضر به وثاق حضور او تشریف قدوم ارزانی داشته، از صحبت فیض بخش او مسرور می‌گردند.[۶۳]

## نگارخانه

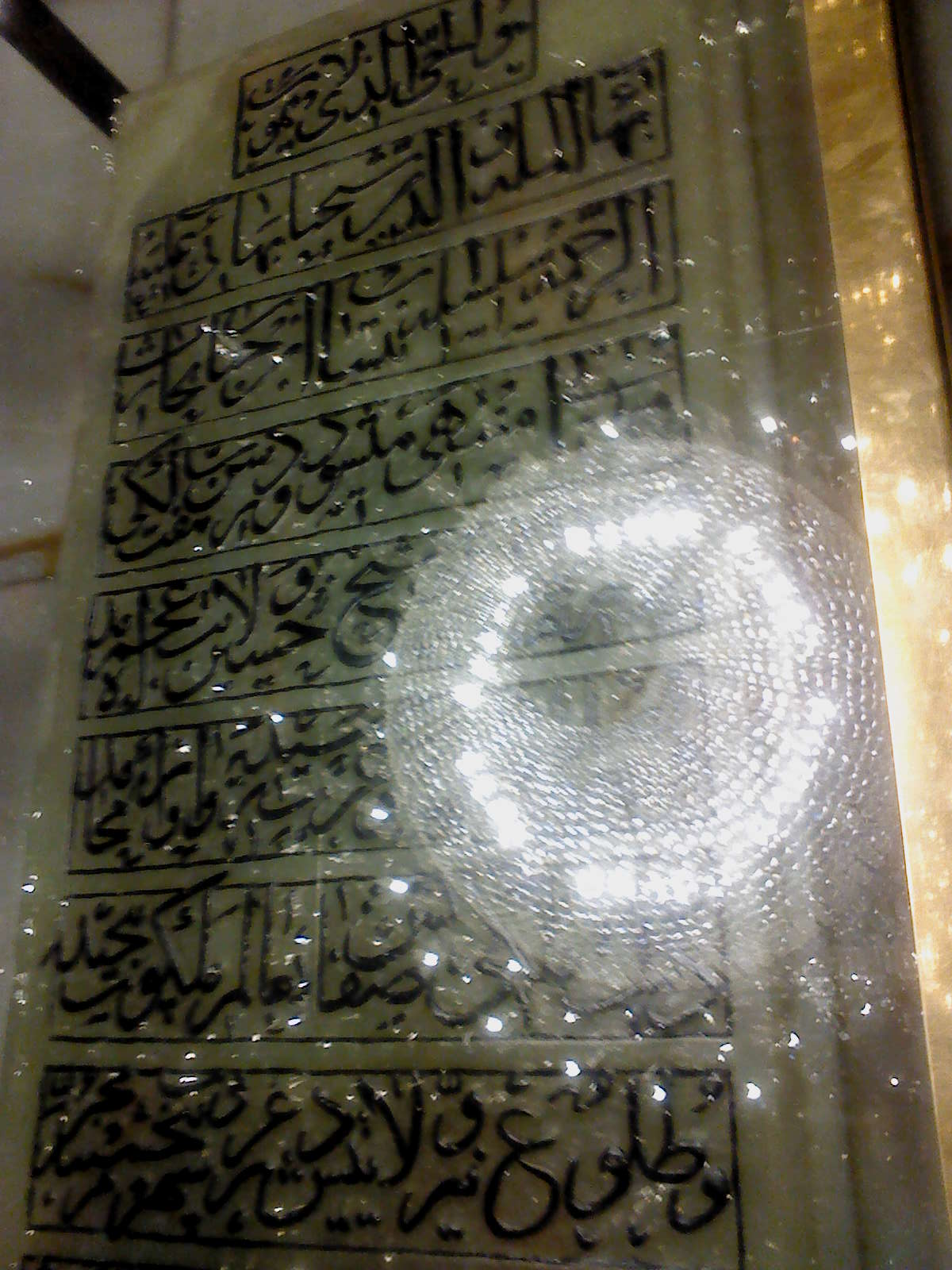
قبر بهاءالدین عاملی در مرقد علی بن موسی الرضا
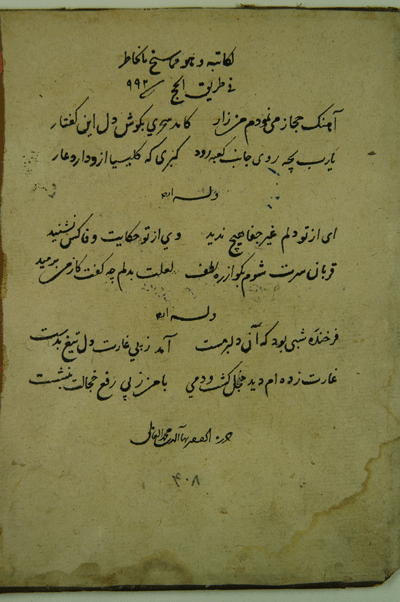
دستخط منسوب به بهاءالدین عاملی؛ مورخ ۱۰۰۸ق. در کتاب تحریر اکر در موضوع ریاضی

### منایع
- Kohlberg, E. (1988). "BAHĀʾ-AL-DĪN ʿĀMELĪ". Encyclopaedia Iranica, Vol. III, Fasc. 4. pp. 429–430.